# Dornum
Dornum egy község Németországban, az Aurichi járásban. Lakosainak száma 4563 fő (2023. december 31.).

## Népessége
| Lakosok száma | 4595 | 4513 | 4442 | 4457 | 4527 | 4563 |
|               | 2016 | 2017 | 2019 | 2021 | 2022 | 2023 |